# Tanjung Batang
Tanjung Batang is een bestuurslaag in het regentschap Natuna van de provincie Riau-archipel, Indonesië. Tanjung Batang telt 870 inwoners (volkstelling 2010).